# Jean-Cyrille Cavé
Pour les articles homonymes, voir Cavé.
Jean-Cyrille Cavé (1833-1909), fondateur de la première mutualité scolaire à Paris. Jean-Cyrille Cavé naît à La Villette le 19 mars 1833 avant que cette commune ne soit annexée à Paris.
En 1881, Jules Ferry organise l’enseignement primaire gratuit, laïque et obligatoire. Jean-Cyrille Cavé profite de cette évolution éducative pour fonder à Paris la première mutualité scolaire, pour les enfants de trois à treize ans. Cette "société de secours mutuels et de retraite du XIXe arrondissement" organise la collecte d’une cotisation hebdomadaire de deux sous par les instituteurs, dont une partie est destinée à la couverture du risque maladie, et l’autre à la constitution d’un livret d’épargne à capital réservé, déposé à la Caisse nationale des retraites et de la vieillesse.
En 1891, Jean-Cyrille Cavé, participe au XIe congrès de la Ligue de l’enseignement.
Jean-Cyrille Cavé reçoit le soutien actif du président fondateur de la Ligue française de l’enseignement, Jean Macé (1815-1894), et l’appui logistique de la jeune Ligue nationale de la prévoyance et de la mutualité, récemment fondée par Hippolyte Maze.
En 1897, l’essor des mutuelles scolaires en province est dû à la rencontre, à la Ligue de l’Enseignement, de Jean-Cyrille Cavé et Édouard Petit, inspecteur de l’Instruction primaire.
En 1898 est établie une charte de la mutualité.
En 1902, lorsque la Fédération nationale de la mutualité française est constituée, Jean-Cyrille Cavé et Édouard Petit figurent parmi les vice-présidents.
Jean-Cyrille Cavé meurt le 7 septembre 1909 en son domicile dans le 16e arrondissement de Paris. Lors de son décès, la mutualité scolaire est en plein essor et peut s’enorgueillir d’avoir amorcé le réflexe de la prévoyance mutualiste chez ses jeunes sociétaires, qui sont près de 900.000 à la veille de la Première Guerre mondiale.